# Austrolithon
Austrolithon A.S. Harvey & Woelkerling, 1995  é o nome botânico  de um gênero de algas vermelhas pluricelulares da família Hapalidiaceae, subfamília Austrolithoideae.
- São algas marinhas encontradas na Austrália.

## Espécies
Atualmente apresenta 1 espécie taxonomicamente aceita:
- Austrolithon intumescens A.S. Harvey & Woelkerling, 1995